# Dyspontiidae
Dyspontiidae är en familj av kräftdjur. Dyspontiidae ingår i ordningen Siphonostomatoida, klassen Maxillopoda, fylumet leddjur och riket djur.
Familjen innehåller bara släktet Dyspontius.